# Rangsjön, Ångermanland
Rangsjön är en sjö i Sollefteå kommun i Ångermanland och ingår i Ångermanälvens huvudavrinningsområde. Sjön är 17,9 meter djup, har en yta på 0,536 kvadratkilometer och befinner sig 223,1 meter över havet. Sjön avvattnas av vattendraget Nordån.

## Delavrinningsområde
Rangsjön ingår i det delavrinningsområde (708174-153875) som SMHI kallar för Utloppet av Rangsjön. Medelhöjden är 284 meter över havet och ytan är 7,9 kvadratkilometer. Räknas de 5 avrinningsområdena uppströms in blir den ackumulerade arean 45,91 kvadratkilometer. Nordån som avvattnar avrinningsområdet har biflödesordning 4, vilket innebär att vattnet flödar genom totalt 4 vattendrag innan det når havet efter 141 kilometer. Avrinningsområdet består mestadels av skog (85 procent). Avrinningsområdet har 0,64 kvadratkilometer vattenytor vilket ger det en sjöprocent på 8,1 procent.